# Gorrís
José Gorris Guillot, que firmaba simplemente con su primer apellido, es un historietista español (Valencia, 1939)

## Biografía
A finales de los años 50 empezó a trabajar para la revista "Jaimito" de Editorial Valenciana, casi siempre en colaboración con Grema. A mediados de la siguiente década, desarrollaba sus propias series, también para "Selecciones de Jaimito".

## Series
| Años | Título                            | Colaborador | Publicación            |
| ---- | --------------------------------- | ----------- | ---------------------- |
| 1960 | Don Paulino y su sobrino Ceferino | Grema       | Jaimito                |
| 1960 | Pacorro                           |             | Jaimito                |
| 1961 | Liborio                           | Grema       | Jaimito                |
| 1961 | Montana Joe                       | Grema       | Jaimito                |
| 1962 | Difumino Carboncillo              | Grema       | Jaimito                |
| 196- | Heliodoro Vendelotodo             |             | Jaimito                |
| 1963 | Pincelito                         | Grema       | Selecciones de Jaimito |
| 1964 | El Profe Megatón                  |             | Jaimito                |
| 1964 | El Reyecito Troglodín             |             | Jaimito                |
| 196- | Aventuras de Pim, Pam y Pum       |             | Jaimito                |
| 196- | Los Hermanos Peluquín             |             | Jaimito                |